# ديك بول
ديك بول (بالإنجليزية: Dick Poole)‏ هو دراج بريطاني، ولد في القرن العشرين.